# Pautaines-Augeville
Pautaines-Augeville var en kommun i departementet Haute-Marne i regionen Grand Est (tidigare regionen Champagne-Ardenne) i nordöstra Frankrike. Kommunen låg i kantonen Poissons som tillhör arrondissementet Saint-Dizier. Området som utgjorde den tidigare kommunen Pautaines-Augeville hade 22 invånare år 2017.
Kommunen upphörde den 28 februari 2013, då den gick samman med kommunen Épizon.

## Befolkningsutveckling
Antalet invånare i kommunen Pautaines-Augeville
| Referens: INSEE |